# Мильчаков Дмитро Сергійович
Дмитро Сергійович Мильчаков (2 березня 1986, Мінськ, СРСР) — білоруський хокеїст, воротар. Виступає за «Металург» (Жлобин) в Білоруській Екстралізі. Майстер спорту. 
Вихованець хокейної школи МОДО (Швеція). Виступав за «Юніор» (Мінськ), «Динамо» (Мінськ), ХК «Вітебськ», ХК «Гомель», ХК «Брест».
У складі національної збірної Білорусі провів 4 матчі (14 пропущених шайб); учасник чемпіонатів світу 2008 і 2011. У складі молодіжної збірної Білорусі учасник чемпіонатів світу 2004 (дивізіон I), 2005 і 2006 (дивізіон I). У складі юніорської збірної Білорусі учасник чемпіонатів світу 2003 і 2004.
Срібний призер чемпіонату Білорусі (2006, 2009), бронзовий призер (2011). Володар Кубка Білорусі (2011), фіналіст (2010).